# Aspidhampsonia
Aspidhampsonia là một chi bướm đêm thuộc họ Noctuidae.